# Echiniscoidea
Die Echiniscoidea bilden eine Ordnung der Bärtierchen (Tardigrada) und gehören zur Klasse der Heterotardigrada.

## Merkmale
Die Tiere zeigen die für die Klasse Heterotardigrada typischen Merkmale, einen Kopf mit Cirren und seitlichen Filamenten. An jedem Bein befinden sich vier oder mehr getrennte, einander ähnliche Krallen.
Kryptobiose in Form von Anhydrobiose ist typisch für die Familie Echiniscoidae, aber auch marine Echiniscoides-Arten aus Lebensräumen der Gezeitenzone sind zu Kryptobiose fähig.

## Systematik
Man unterscheidet in der Ordnung insgesamt vier Familien:
- Die landlebenden (terrestrischen) Echiniscidae sind durch einzelne rückseitige Cuticula-Platten stark gepanzert.
- Die meereslebenden (marinen) Echiniscoididae besitzen mehr als vier Krallen.
- Die Carphanidae leben in Süßgewässern (limnisch) und besitzen keine Clavae.
- Die landlebenden Oreelidae zeichnen sich demgegenüber durch Clavae aus.